# روبين غارسيا (لاعب كرة قدم إسباني)
روبين غارسيا (بالإسبانية: Rubén García Arnal)‏ (14 يوليو 1980 في إسبانيا - ) هو لاعب كرة قدم إسباني في مركز الوسط. لعب مع راسينغ فيرول ونادي أوسبيتاليت ونادي لاردة وUD Fraga ‏ وLorca Deportiva CF ‏ وDeportivo Aragón ‏.

## وصلات خارجية
- روبين غارسيا على موقع Soccerway.com (الإنجليزية)
- روبين غارسيا على موقع AS.com (الإسبانية)